# Cubaanse sperwer
De Cubaanse sperwer (Astur gundlachi) is een roofvogel uit de familie van de havikachtigen (Accipitridae). Het is een bedreigde roofvogelsoort. De vogel werd in 1860 door de Amerikaanse amateurornitholoog George Newbold Lawrence beschreven en als eerbetoon vernoemd naar de op Cuba werkzame vogelkundige Juan Gundlach.

## Kenmerken
De vogel is 43 tot 51 cm lang. Het is een middelgrote havikachtige, qua formaat groter dan de in Europa voorkomende gewone sperwer, maar kleiner dan de havik. De vogel is van boven donker blauwgrijs, met een donkere bijna zwarte kopkap. Van onder is de vogel oranjebruin dwars gestreept. Onvolwassen vogels zijn bruin van boven en met donkere verticale steepjes op de borst. De staart (in vlucht) is afgerond.

## Verspreiding en leefgebied
Deze soort is endemisch in Cuba en telt twee ondersoorten:
- Astur g. gundlachi: westelijk en centraal Cuba.
- A. g. wileyi: oostelijk Cuba.

Het leefgebied bestaat uit een aantal typen natuurlijk bos tot op 800  boven zeeniveau.

## Status
De soort heeft een beperkt verspreidingsgebied en daardoor is de kans op uitsterven aanwezig. De grootte van de populatie werd in 2016 door BirdLife International geschat op 700-900 volwassen individuen en de populatie-aantallen nemen af door aantasting van het leefgebied. Ongerept bos wordt gekapt en omgezet in land voor agrarisch gebruik. Daarnaast wordt deze roofvogel vervolgd omdat hij optreedt als predator van kippen. Om deze redenen staat deze soort als bedreigd op de Rode Lijst van de IUCN.